# Saccharum officinarum
Saccharum officinarum ou cana-de-açúcar é uma espécie de gramínea forte e alta do gênero Saccharum. Originou-se no sudeste da Ásia e agora é cultivada em países tropicais e subtropicais em todo o mundo para a produção de açúcar e outros produtos.

## Descrição
S. officinarum é uma planta perene que cresce em aglomerados constituídos por troncos fortes e não ramificados. Uma rede de rizomas se forma sob o solo que envia-se "rebentos" secundários para perto da planta-mãe. As hastes variam em cor, sendo verdes, rosas ou roxas e podem chegar a 5 metros de altura. Elas são articuladas, sendo que nódulos estão presentes nas bases das folhas alternas. Os entrenódulos contém uma miolo fibroso imerso na seiva açucarada. As folhas verdes alongadas e lineares têm nervuras espessas e arestas de serra dentada e crescem até um comprimento de cerca de 30 a 60 cm e uma largura de 5 cm. A inflorescência do terminal é uma panícula até 60 cm de comprimento, uma nuvem rosada que é mais ampla na base e afina-se em direção ao topo. As gramíneas são apoiadas em ramos colaterais e têm cerca de 3 mm de comprimento e são escondidos em tufos de pêlos longos e sedosos. Os frutos são secos e cada um contém uma única semente. A colheita de cana ocorre normalmente antes da flor plantas, como o processo de floração provoca uma redução no teor de açúcares.

## Usos
As porções do tronco deste e de várias outras espécies de cana-de-açúcar têm sido usadas desde os tempos antigos para mascar para extrair o sumo doce. Foi cultivada na Nova Guiné há cerca de 8000 anos para este efeito. A extração e o cozimento do caldo concentrado provavelmente foi feita pela primeira vez na Índia há mais de 2000 anos.
A S. officinarum e seus híbridos são cultivadas para a produção de açúcar, etanol e outros usos industriais em regiões tropicais e subtropicais em todo o mundo. Os troncos e os subprodutos da indústria do açúcar são utilizados para a alimentação de gado. Porcos alimentados com caldo de cana e um suplemento de proteína à base de soja produzem leitões mais fortes que crescem mais rapidamente do que aqueles alimentados com uma dieta mais convencional. O nome específico da planta (officinarum, de dispensários) indica que ela é também usada na medicina tradicional tanto interna como externamente.